# شهرستان جونز (داکوتای جنوبی)
شهرستان جونز، داکوتای جنوبی (به انگلیسی: Jones County, South Dakota) یک سکونتگاه مسکونی در ایالات متحده آمریکا است که در داکوتای جنوبی واقع شده‌است.

## خصوصیات
شهرستان جونز ۲٬۵۱۷ کیلومترمربع مساحت دارد.